# Strmovo (Lajkovac)
Strmovo (Servisch cyrillisch: Стрмово) is een plaats in de Servische gemeente Lajkovac. De plaats telt 358 inwoners (2002).